# Megachernes pavlovskyi
Megachernes pavlovskyi är en spindeldjursart som beskrevs av Vladimir V. Redikorzev 1949. Megachernes pavlovskyi ingår i släktet Megachernes och familjen blindklokrypare. Inga underarter finns listade i Catalogue of Life.